# Viera Handzová
Viera Handzová, provdaná Miháliková (12. května 1931 Kokava nad Rimavicou – 15. června 1997 Bratislava) byla slovenská spisovatelka, publicistka a překladatelka. Byla dcerou spisovatele Ctibora Jána Handze a první manželkou spisovatele Vojtěcha Mihálika.

## Život
Narodila se v rodině evangelického faráře, vzdělání získávala v Ľubietové, v letech 1942–1950 studovala na gymnáziu v Banské Bystrici, v letech 1950–1954 v Bratislavě na filozofické fakultě Univerzity Komenského obor ruština – slovenština.
Od roku 1953 pracovala jako redaktorka ve Slovenském vydavatelství krásné literatury, v letech 1956–1969 pracovala jako překladatelka a profesionální spisovatelka.
V letech 1969 až 1970 se vrátila k redaktorské práci, tentokrát však ve vydavatelství Obzor, v letech 1970–1973 byla redaktorkou časopisu Nové slovo, v letech 1974–1981 byla vedoucí redaktorkou vydavatelství Smena. Po roce 1981 se věnovala profesionálně vlastní tvorbě.

## Tvorba
Viera Handzová je představitelkou tvz. střední generace slovenské poválečné prózy, jejíž dílo bylo součástí oficiálního proudu socialistické literatury, obsahovalo však nesporné vypravěčské mistrovství. Debutovala sbírkou povídek s povstaleckou tematikou Madlenka (1957).
Ve svých dílech se věnovala tématu Slovenského národního povstání, generačních vztahů a problémů, lidských osudů, rodinných a společenských problémů, problematice žen, morálky, názorů na svět, válce a mnoha jiným. Psala povídky, romány, ale i cestopis, ve kterých často dominují její osobní zážitky a autobiografické prvky. Kromě vlastní tvorby se věnovala i překládání z ruštiny a češtiny.

## Dílo

#### Pro dospělé
- 1957 – Madlenka, sbírka povídek
- 1959 – 1. list
- 1959 – Petrarcov sonet
- 1960 – Človečina, novela
- 1960 – Číše gruzínského, cestopis ve formě reportáží (vyšlo jen v češtině)
- 1965 – Zrieknite sa prvej lásky, román
- 1966 – Zdravas Marta, literatura faktu
- 1969 – Lebo sme vedeli, čo činíme, román
- 1975 – Chvíle dvoch slnovratov, román
- 1978 – Kamaráti do zlého počasia
- 1989 – Oči túlavého psa
- 1999 – Konšta(n)tovanie citu

#### Pro děti
- 1977 – Dávno sa tmy nebojím
- 1986 – Kdeže ste mi, vtáčatká?

Jiné
- 1985 - Pamäť pamätí, historicko-regionalisticky zaměřené memoáry jejího dědečka
- z češtiny a ruštiny přeložila kolem 25 titulů beletrie, zvláště se orientovala na překlady děl J. Haška a M. Šolochova